# Château d'Arçon
Le château d'Arçon est un château situé à Vicq, en France.

## Localisation
Le château est situé sur la commune de Vicq, dans le département français de l'Allier. Il se trouve au village d'Arçon, sur une hauteur qui domine la vallée de la Sioule et le bassin d'Ébreuil.

## Historique
De 1698 à 1789 au moins, la terre et seigneurie d'Arçon (ou Arson) est la propriété de la famille de Marcellange (Louis, père de Aimé, père de Louis, père d'Edme-Philippe). Edme Philippe de Marcellange est né au château d'Arçon le 12 décembre 1737 et il est décédé à Ébreuil le 29 janvier 1805.
L'édifice est inscrit au titre des monuments historiques en 1975.